# CD33
CD33 (англ. CD33 molecule) – білок, який кодується однойменним геном, розташованим у людей на короткому плечі 19-ї хромосоми. Довжина поліпептидного ланцюга білка становить 364 амінокислот, а молекулярна маса — 39 825.
| 10         |  | 20         |  | 30         |  | 40         |  | 50         |
| ---------- |  | ---------- |  | ---------- |  | ---------- |  | ---------- |
| MPLLLLLPLL |  | WAGALAMDPN |  | FWLQVQESVT |  | VQEGLCVLVP |  | CTFFHPIPYY |
| DKNSPVHGYW |  | FREGAIISRD |  | SPVATNKLDQ |  | EVQEETQGRF |  | RLLGDPSRNN |
| CSLSIVDARR |  | RDNGSYFFRM |  | ERGSTKYSYK |  | SPQLSVHVTD |  | LTHRPKILIP |
| GTLEPGHSKN |  | LTCSVSWACE |  | QGTPPIFSWL |  | SAAPTSLGPR |  | TTHSSVLIIT |
| PRPQDHGTNL |  | TCQVKFAGAG |  | VTTERTIQLN |  | VTYVPQNPTT |  | GIFPGDGSGK |
| QETRAGVVHG |  | AIGGAGVTAL |  | LALCLCLIFF |  | IVKTHRRKAA |  | RTAVGRNDTH |
| PTTGSASPKH |  | QKKSKLHGPT |  | ETSSCSGAAP |  | TVEMDEELHY |  | ASLNFHGMNP |
| SKDTSTEYSE |  | VRTQ       |  |            |  |            |  |            |

A: Аланін

C: Цистеїн

D: Аспарагінова кислота

E: Глутамінова кислота

F: Фенілаланін

G: Гліцин

H: Гістидин

I: Ізолейцин

K: Лізин

L: Лейцин

M: Метіонін

N: Аспарагін

P: Пролін

Q: Глутамін

R: Аргінін

S: Серин

T: Треонін

V: Валін

W: Триптофан

Кодований геном білок за функцією належить до фосфопротеїнів. 
Задіяний у таких біологічних процесах, як клітинна адгезія, альтернативний сплайсинг. 
Білок має сайт для зв'язування з лектинами. 
Локалізований у клітинній мембрані, мембрані.